# Jean-Baptiste Bagaza
O coronel Jean-Baptiste Bagaza (29 de agosto de 1946 – Bruxelas, 4 de maio de 2016) foi um político do Burundi, de origem etnica tutsi que foi presidente do Supremo Conselho Revolucionário do país até 10 de novembro de 1976, e presidente de 10 de novembro de 1976 a 3 de setembro de 1987.

## Governo
Bagaza serviu nas forças armadas e subiu na hierarquia militar sob o governo de Michel Micombero, ditador e primeiro presidente do país, após sua ascensão ao poder em 1966. No ano de 1976, Bagaza depôs Micombero em um golpe de Estado sem derramamento de sangue e assumiu o poder.
Apesar de ter participado dos assassinatos genocidas de 1972, durante o governo de Micombero sobre a etnia hutus, ele introduziu várias reformas que modernizaram o Estado e fizeram concessões à maioria étnica hutu do país. Seu regime tornou-se cada vez mais repressivo depois que o regime se consolidou em 1984, visando especialmente católicos.

## Golpe de Estado
Ao viajar ao exterior, Bagaza foi deposto em um golpe militar. Ele foi substituído na presidência por Pierre Buyoya, e foi para o exílio em Uganda e posteriormente para a Líbia, onde viveu até 1993.
Desde 1994, liderava o Partido Nacional para Recuperação (PARENA), sendo um senador vitalício como um ex-chefe de Estado.
Morreu em Bruxelas, em 4 de maio de 2016. A causa de sua morte não foi confirmada, mas o governo do Burundi afirmou que ele estava internado em um hospital da capital belga.